# 无刺掌叶悬钩子
无刺掌叶悬钩子（学名：Rubus pentagonus var. modestus）为蔷薇科悬钩子属下的一个变种。

## 扩展阅读
- 維基物種上的相關：无刺掌叶悬钩子